# Championnat de Saint-Christophe-et-Niévès de football 2002-2003
Navigation
Saison 2000-2001 Saison suivante
La saison 2002-2003 du Championnat de Saint-Christophe-et-Niévès de football est la quarantième édition de la Premier League, le championnat de première division à Saint-Christophe-et-Niévès. Les sept formations de l'élite sont réunies au sein d'une poule unique où elles s'affrontent trois fois au cours de la saison. À l'issue du championnat, les quatre premiers se qualifient pour la phase finale tandis que le dernier du classement est relégué en Second Division. Lors de la phase finale, les quatre clubs qualifiés s'affrontent une fois puis les deux premiers jouent la finale pour le titre, en deux matchs gagnants.
C'est le club de Village Superstars qui remporte la compétition cette saison après avoir battu Newtown United lors de la finale nationale. Il s’agit du quatrième titre de champion de Saint-Christophe-et-Niévès de l'histoire du club, qui réalise le doublé en s'imposant en finale de la Coupe nationale face à son dauphin.

## Les clubs participants
- Village Superstars
- Garden Hotspurs
- Cayon Rockets
- Strikers FC - Promu de Second Division
- Blackburns FC
- Newtown United
- St. Paul's United FC

## Compétition
Le barème de points servant à établir le classement se décompose ainsi :
- Victoire : 3 points
- Match nul : 1 point
- Défaite : 0 point

### Phase régulière
| Rang | Équipe               | Pts | J  | G  | N | P  | Bp | Bc | Diff |
| ---- | -------------------- | --- | -- | -- | - | -- | -- | -- | ---- |
| 1    | Cayon RocketsT       | 39  | 18 | 12 | 3 | 3  | 33 | 14 | +19  |
| 2    | Village SuperstarsC  | 35  | 18 | 11 | 2 | 5  | 28 | 16 | +12  |
| 3    | Garden Hotspurs FC   | 31  | 18 | 9  | 4 | 5  | 34 | 25 | +9   |
| 4    | Newtown United       | 29  | 18 | 9  | 2 | 7  | 37 | 27 | +10  |
| 5    | St. Paul's United FC | 26  | 18 | 7  | 5 | 6  | 24 | 19 | +5   |
| 6    | Strikers FCP         | 9   | 17 | 2  | 3 | 12 | 15 | 38 | -23  |
| 7    | Blackburns FC        | 6   | 17 | 1  | 3 | 13 | 13 | 45 | -32  |

|  | Qualification pour la phase finale                                                   |
|  | Relégation en Second Division                                                        |
|  | T : Tenant du titre C : Vainqueur de la Coupe nationale P : Promu de Second Division |

- La rencontre de la dernière journée entre Blackburns FC et Strikers FC n'est pas disputée, sans que cela ait une incidence sur le classement final.

### Phase finale
| Rang | Équipe              | Pts | J | G | N | P | Bp | Bc | Diff |
| ---- | ------------------- | --- | - | - | - | - | -- | -- | ---- |
| 1    | Village SuperstarsC | 9   | 3 | 3 | 0 | 0 | 7  | 3  | +4   |
| 2    | Newtown United      | 6   | 3 | 2 | 0 | 1 | 6  | 3  | +3   |
| 3    | Garden Hotspurs FC  | 1   | 3 | 0 | 1 | 2 | 0  | 3  | -3   |
| 4    | Cayon RocketsT      | 1   | 3 | 0 | 1 | 2 | 2  | 6  | -4   |

|  | Qualification pour la finale et pour le CFU Club Championship 2003 |
|  | T : Tenant du titre C : Vainqueur de la Coupe nationale            |

### Finale nationale
La finale se joue en deux rencontres gagnantes.
| Équipe 1           | Résultat      | Équipe 2           |
| ------------------ | ------------- | ------------------ |
| Newtown United     | 1 - 0         | Village Superstars |
| Village Superstars | 2 - 1 ap      | Newtown United     |
| Village Superstars | 0 - 0 5-4 tab | Newtown United     |

- Village Superstars remporte la série deux victoires à une et est sacré champion.

## Bilan de la saison
| Championnat de Saint-Christophe-et-Niévès de football 2002-2003 |                               |
| Champion                                                        | Village Superstars (4e titre) |
| Coupes et trophées                                              |                               |
| Vainqueur de la Coupe de Saint-Christophe-et-Niévès 2002-2003   | Village Superstars            |
| Qualifications continentales                                    |                               |
| CFU Club Championship 2003                                      | Village Superstars            |
| CFU Club Championship 2003                                      | Newtown United                |
| Promotions et relégations                                       |                               |
| Promus en Premier League                                        | St Peter's FC                 |
| Relégués en Second Division                                     | Blackburns FC                 |